# Преображеновский сельсовет (Тамбовская область)
Преображеновский сельсовет — муниципальное образование со статусом сельского поселения в составе Жердевского района Тамбовской области Российской Федерации
Административный центр — деревня Цветовка.

## История
В соответствии с Законом Тамбовской области от 17 сентября 2004 года № 232-З установлены границы муниципального образования и статус сельсовета как сельского поселения.

## Население
| 2010 | 2012 | 2013 | 2014 | 2015 | 2016 | 2017 |
| ---- | ---- | ---- | ---- | ---- | ---- | ---- |
| 968  | ↘933 | ↘909 | ↗927 | ↘885 | ↘838 | ↘808 |
| 2018 | 2019 | 2020 | 2021 |      |      |      |
| ↘801 | ↘761 | ↘746 | ↘646 |      |      |      |

## Состав сельского поселения
| № | Населённый пункт | Тип населённого пункта          | Население |
| - | ---------------- | ------------------------------- | --------- |
| 1 | Крутая           | деревня                         | 6         |
| 2 | Преображеновка   | село                            | ↘76       |
| 3 | Садовый          | посёлок                         | ↘329      |
| 4 | Фёдоровка 2-я    | деревня                         | ↘147      |
| 5 | Цветовка         | деревня, административный центр | ↘410      |